# Travis Burns

a Compétitions nationales et continentales officielles uniquement.

Travis Burns, né le 6 février 1984 à Texas (Australie), est un joueur australien de rugby à XIII évoluant au poste de demi de mêlée, de demi d'ouverture ou de talonneur dans les années 2000 et 2010. Il fait ses débuts en National Rugby League avec les Sea Eagles de Manly-Warringah lors de la saison 2005 avec lesquels il atteint une finale de NRL en 2007, puis rejoint en 2008 les Cowboys de North Queensland puis les Panthers de Penrith en 2010. Finalement, il décide de partir en Angleterre pour Hull KR en 2013 puis St Helens en 2015 pour terminer sa carrière à Leigh.

## Palmarès
- Collectif :
  - Finaliste de la National Rugby League : 2007[1] (Manly-Warringah).